# Darknet

La maschera di Anonymous o di Guy Fawkes è uno dei simboli del dark web.

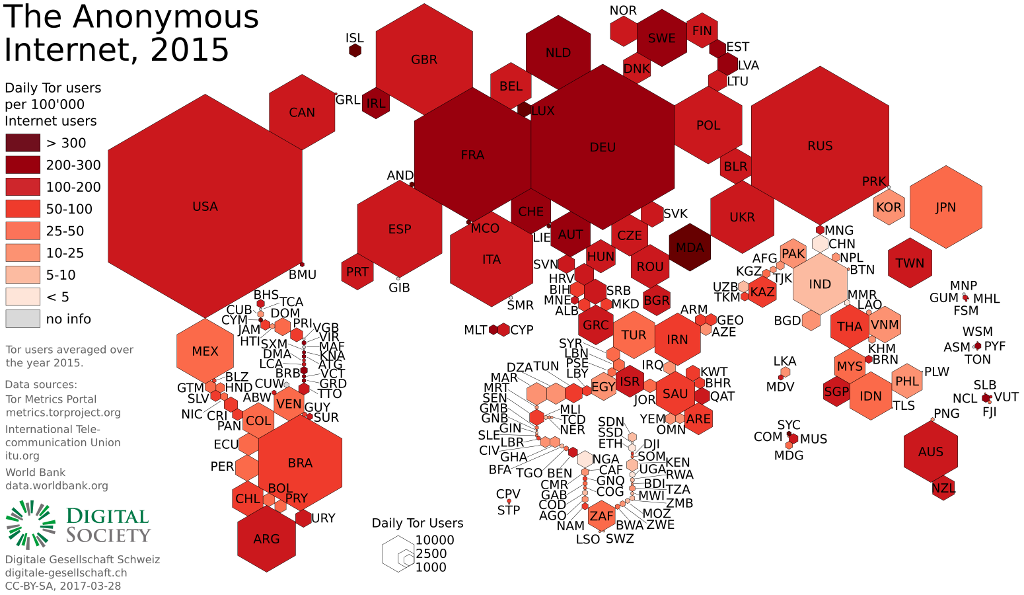
Cartogramma che mostra l'uso di Tor nel Mondo (2012-2013)

Una darknet (in italiano: Rete scura) è una rete virtuale privata, situata nel dark web, nella quale gli utenti si connettono solamente con persone di cui si fidano. Nel suo significato più generale, una darknet può essere qualsiasi tipo di gruppo chiuso e privato di persone che comunicano, ma il nome è spesso usato per reti di condivisione di file (P2P).
Il termine fu coniato negli anni 1970 per designare reti isolate da ARPANET per motivi di sicurezza. Le darknet erano in grado di ricevere dati dalle altri reti, ma comprendevano indirizzi che non erano visualizzabili dall'esterno, oltre a non rispondere a ping o richieste di comunicazione.

## Utilizzo
Le darknet possono essere usate per varie ragioni, come per esempio:
- proteggere meglio la privacy di cittadini soggetti a sorveglianza di massa;
- proteggere dissidenti da rappresaglie politiche;
- diffondere notizie di carattere riservato;
- compiere crimini informatici (hacking, frodi, ecc.);
- vendita di prodotti illegali su criptomarket;
- condivisione di file, sia di contenuto legale che non.

## Software
Tutte le darknet hanno bisogno di software specifici o di configurazioni di rete particolari per poter essere usate, come la rete Tor, alla quale si può accedere grazie all'omonimo browser, o attraverso server proxy configurati per assolvere la stessa funzione.

### Attivi
- Tor (The Onion Router), è il sistema più conosciuto di comunicazione anonima, che implementa anche una darknet. Ad essa si fa riferimento come onionland, tor (terra della cipolla, in riferimento alla sua tecnica di anonimizzazione "onion routing" e al suo suffisso di dominio .onion);[1]
- I2P (Invisible Internet Project) è un overlay network. Comprende anche una darknet, i cui siti sono chiamati "Eepsiti";
- Freenet è una popolare darknet (friend-to-friend). Dalla versione 0,7 può essere eseguita come "opennet" (i nodi vengono scoperti automaticamente);
- Retroshare può essere eseguito come darknet (friend-to-friend) per il trasferimento di file;
- GNUnet diventa una darknet se la topologia di rete F2F è abilitata;
- Zeronet è un software open source volto a creare una rete di computer composta da utenti Tor;
- Syndie è un software utilizzato per pubblicare forum attraverso network anonimi di I2P, Tor e Freenet;
- OneSwarm può essere eseguito come darknet friend-to-friend per condividere file;
- Tribler può essere eseguito come darknet per condividere file.

### Non attivi
- AllPeers
- anoNet
- Turtle F2F
- WASTE

Il software di messaggistica instantanea Telegram, per il suo utilizzo della crittografia e dopo il divieto sul territorio della Russia e di altri paesi, può essere considerato una darknet. È a causa dell'anonimato che contiene canali criptati per la vendita di sostanze proibite, reclutamento di varie organizzazioni e coordinamento di azioni antigovernative.